# نضال سعيد
محمد نضال سعيد (مواليد 15 يناير 1991) هو لاعب كرة قدم تونسي في نادي أربيل العراقي.

## روابط خارجية
- نضال سعيد على موقع قاعدة بيانات كرة القدم.إي يو (الإنجليزية)
- نضال سعيد على موقع ناشيونال فوتبول تيمز (الإنجليزية)